# Augusto Jäggli
Augusto Jäggli (Locarno, 21 gennaio 1911 – Massagno, 1º agosto 1999) è stato un architetto svizzero, una delle figure importanti dell'architettura del Canton Ticino.

## Biografia
Dopo le scuole dell'obbligo si iscrive al Politecnico Federale di Zurigo, dove nel 1933 si diploma in architettura presso il professore Otto Salvisberg. Nello stesso anno viene chiusa in Germania la scuola del Bauhaus; ciò nonostante tale scuola - unitamente all'insegnamento di Salvisberg - ebbe una grande influenza sul lavoro di Jäggli.